# تريفور تشين
تريفور تشين (بالإنجليزية: Trevor Chinn)‏ هو عالم أرصاد وجيولوجي نيوزيلندي، ولد في 9 أغسطس 1937، وتوفي في 20 ديسمبر 2018.